# Loxosceles rufescens
Loxosceles rufescens là một loài nhện trong họ|là một loài nhện trong họ Sicariidae.